# Городские населённые пункты Забайкальского края
Забайкальский край включает 47 городских населённых пунктов, в том числе:
- 10 городов,
- 37 посёлков городского типа (рабочих посёлков).

## Города
Среди 10 городов в крае выделяются:
- 2 города, в рамках организации местного самоуправления образующие отдельные муниципальные образования со статусом городского округа (в списке  выделены оранжевым цветом),
- 8 городов, в рамках организации местного самоуправления входящие в муниципальные районы.

| №  | населённый пункт       | район                        | мун. район / городской округ | население, чел. | основание / первое упоминание | статус города | герб |
| -- | ---------------------- | ---------------------------- | ---------------------------- | --------------- | ----------------------------- | ------------- | ---- |
| 1  | Балей                  | Балейский район              | Балейский район              | ↘10 286         | до 1736                       | 1938          |      |
| 2  | Борзя                  | Борзинский район             | Борзинский район             | ↗29 596         | 1899                          | 1950          |      |
| 3  | Краснокаменск          | Краснокаменский район        | Краснокаменский район        | ↘51 137         | 1967                          | 1969          |      |
| 4  | Могоча                 | Могочинский район            | Могочинский район            | ↘12 390         | 1910                          | 1950          |      |
| 5  | Нерчинск               | Нерчинский район             | Нерчинский район             | ↗15 290         | 1653                          | 1689          |      |
| 6  | Петровск-Забайкальский | Петровск-Забайкальский район | Петровск-Забайкальский, ГО   | ↘15 015         | 1789                          | 1926          |      |
| 7  | Сретенск               | Сретенский район             | Сретенский район             | ↘6093           | 1689                          | 1775          |      |
| 8  | Хилок                  | Хилокский район              | Хилокский район              | ↘9948           | 1895                          | 1951          |      |
| 9  | Чита                   | Читинский район              | Чита, ГО                     | ↘333 159        | 1653                          | 1687          |      |
| 10 | Шилка                  | Шилкинский район             | Шилкинский район             | ↘12 046         | 1765                          | 1951          |      |

## Посёлки городского типа
Среди 37 посёлков городского типа (рабочих посёлков) в крае выделяются:
- 1 закрытое административно-территориальное образование (ЗАТО, Горный), в рамках организации местного самоуправления образует отдельное муниципальное образование со статусом городского округа (в списке  выделен оранжевым цветом),
- 1 пгт (Агинское), центр административно-территориальной единицы с особым статусом Агинский Бурятский округ — в рамках организации местного самоуправления пгт образует отдельный городской округ (в списке  выделен оранжевым цветом),.
- 35 пгт, в рамках организации местного самоуправления входящие в муниципальные районы.

| №  | населённый пункт    | район                        | мун. район / городской округ | население, чел. |
| -- | ------------------- | ---------------------------- | ---------------------------- | --------------- |
| 1  | АгинскоеАБО         | Агинский район               | п. Агинское, ГО              | ↘16 511         |
| 2  | Аксёново-Зиловское  | Чернышевский район           | Чернышевский район           | ↘2746           |
| 3  | Амазар              | Могочинский район            | Могочинский район            | ↘1959           |
| 4  | Атамановка          | Читинский район              | Читинский район              | ↗11 014         |
| 5  | Букачача            | Чернышевский район           | Чернышевский район           | ↘1348           |
| 6  | Вершино-Дарасунский | Тунгокоченский район         | Тунгокоченский район         | ↘4981           |
| 7  | Горный              | Улётовский район             | п. Горный (ЗАТО), ГО         | ↘7565           |
| 8  | Давенда             | Могочинский район            | Могочинский район            | ↘583            |
| 9  | Дарасун             | Карымский район              | Карымский район              | ↘6352           |
| 10 | Дровяная            | Улётовский район             | Улётовский район             | ↗2971           |
| 11 | Жирекен             | Чернышевский район           | Чернышевский район           | ↘3439           |
| 12 | Забайкальск         | Забайкальский район          | Забайкальский район          | ↗13 445         |
| 13 | Золотореченск       | Оловяннинский район          | Оловяннинский район          | ↗1024           |
| 14 | Итака               | Могочинский район            | Могочинский район            | ↘183            |
| 15 | Калангуй            | Оловяннинский район          | Оловяннинский район          | ↘1302           |
| 16 | Карымское           | Карымский район              | Карымский район              | ↘12 124         |
| 17 | Кличка              | Приаргунский район           | Приаргунский район           | ↘1134           |
| 18 | Ключевский          | Могочинский район            | Могочинский район            | ↘934            |
| 19 | Кокуй               | Сретенский район             | Сретенский район             | ↘5402           |
| 20 | Ксеньевка           | Могочинский район            | Могочинский район            | ↘2431           |
| 21 | Курорт-Дарасун      | Карымский район              | Карымский район              | ↘2622           |
| 22 | Могзон              | Хилокский район              | Хилокский район              | ↘2894           |
| 23 | МогойтуйАБО         | Могойтуйский район           | Могойтуйский район           | ↘10 809         |
| 24 | Новая Чара          | Каларский район              | Каларский район              | ↗4238           |
| 25 | Новокручининский    | Читинский район              | Читинский район              | ↘8917           |
| 26 | НовоорловскАБО      | Агинский район               | Агинский район               | ↗3084           |
| 27 | Новопавловка        | Петровск-Забайкальский район | Петровск-Забайкальский район | ↘2836           |
| 28 | Оловянная           | Оловяннинский район          | Оловяннинский район          | ↗7646           |
| 29 | ОрловскийАБО        | Агинский район               | Агинский район               | ↘1825           |
| 30 | Первомайский        | Шилкинский район             | Шилкинский район             | ↘11 112         |
| 31 | Приаргунск          | Приаргунский район           | Приаргунский район           | ↗7068           |
| 32 | Приисковый          | Нерчинский район             | Нерчинский район             | ↗1459           |
| 33 | Усть-Карск          | Сретенский район             | Сретенский район             | ↘1525           |
| 34 | Холбон              | Шилкинский район             | Шилкинский район             | ↘1982           |
| 35 | Чернышевск          | Чернышевский район           | Чернышевский район           | ↗13 670         |
| 36 | Шерловая Гора       | Борзинский район             | Борзинский район             | ↘10 335         |
| 37 | Ясногорск           | Оловяннинский район          | Оловяннинский район          | ↗8493           |

### Бывшие пгт
Бывшие посёлки городского типа Забайкальского края и, до 2008 года, Читинской области.

#### Упразднённые и преобразованные до 1 марта 2008 года
Все населённые пункты располагались на территории собственно Читинской области, не в Агинском Бурятском автономном округе.
- Борзя — пгт с 1939 года. Преобразован в город в 1950 году.
- Букука — пгт с 1939 года. Упразднён в 1975 году.
- Вершино-Шахтаминский — пгт с 1948 года. Преобразован в сельский населённый пункт в 2003 году[8].
- Горный Зерентуй — пгт с 1958 года. Преобразован в сельский населённый пункт в 1999 году.
- Запокровский — пгт с 1940 года. Преобразован в сельский населённый пункт в 1983 году.
- имени XI лет Октября — пгт с 1930 года. Упразднён в 1940-е годы.
- Кадая — пгт с 1958 года. Преобразован в сельский населённый пункт в 2005 году[9].
- Казаново — пгт с 1989 года. Преобразован в сельский населённый пункт в 1992 году.
- Калакан — пгт с 1933 года. Преобразован в сельский населённый пункт в 1950-е годы.
- Могоча — пгт с 1938 года. Преобразован в город в 1950 году.
- Наминга — преобразован в сельский населённый пункт в 1967 году.
- Нижняя Шахтама — пгт с 1936 года. Преобразован в сельский населённый пункт в 1950-е годы.
- Октябрьский — пгт с 1964 года. Преобразован в сельский населённый пункт в 2004 году. Упразднён в 2014 году.
- Урульга — пгт с 1982 года. Преобразован в сельский населённый пункт в 1992 году.
- Хапчеранга — пгт с 1933 года. Преобразован в сельский населённый пункт в 1997 году.
- Хилок — пгт с 1929 года. Преобразован в город в 1951 году.
- Черновские Копи — пгт с 1929 года. Включён в состав города Чита в 1941 году.
- Шилка — пгт с 1929 года. Преобразован в город в 1951 году.
- Этыка — преобразован в сельский населённый пункт в 1958 году.
- Ямаровка — пгт с 1932 года. Преобразован в сельский населённый пункт в 1960 году.

#### Упразднённые и преобразованные с 1 марта 2008 года
- Арбагар — пгт с 1950 года. Преобразован в сельский населённый пункт в 2019 году.
- Баляга — пгт с 1958 года. Преобразован в сельский населённый пункт в 2019 году.
- Тарбагатай — пгт с 1946 года. Преобразован в сельский населённый пункт в 2019 году.
- Яблоново — пгт с 1940 года. Преобразован в сельский населённый пункт в 2019 году.